# نيستور أورتيغوزا
نيستور إزيكويل أورتيغوزا (بالإسبانية: Néstor Ezequiel Ortigoza) (مواليد 7 أكتوبر 1984 في سان أنطونيو دي بادوا) لاعب كرة قدم باراغواياني يلعب حاليا لصالح نادي أرجنتينوس جونيورز الأرجنتيني .

## روابط خارجية
- نيستور أورتيغوزا على موقع الاتحاد الدولي (مؤرشف)  (الإنجليزية)
- نيستور أورتيغوزا على موقع قاعدة بيانات كرة القدم.إي يو (الإنجليزية)
- نيستور أورتيغوزا على موقع ناشيونال فوتبول تيمز (الإنجليزية)
- نيستور أورتيغوزا على موقع Soccerway.com (الإنجليزية)
- نيستور أورتيغوزا على موقع AS.com (الإسبانية)